# Rene Capo
Rene Capo (* 9. Mai 1961 in Pinar del Río, Pinar del Río, Kuba; † 6. Juli 2009 in Chicago, Illinois) war ein US-amerikanischer Judoka.
Rene Capo wuchs als Sohn kubanischer Einwanderer in Hialeah, Florida, auf. Seine Familie war 1962 in die Vereinigten Staaten gekommen. Er spielte von 1979 bis 1982 im Footballteam der University of Minnesota, an der er auch studierte. 1985 schloss er sein Studium ab. Capo nahm an den Olympischen Sommerspielen 1988 in Seoul und 1996 in Atlanta teil.
Capo lebte in Naperville, Illinois. Er war verheiratet und hatte zwei Söhne. Im Jahr 2008 wurde bei ihm Lungenkrebs diagnostiziert, an dem er schließlich Juli 2009 starb.